# Steadfast noon
Steadfast noon (17—30 октября 2022) — учения воздушных сил 14 стран НАТО. Были задействованы до 60 самолётов различных типов, включая истребители четвёртого и пятого поколений, а также самолёты разведки и наблюдения и заправщики. Участвовали также бомбардировщики B-52 командования глобальных ударов ВВС США с авиабазы Minot Air Force Base в Северной Дакоте. Маршруты B-52 проходили над Великобританией и Северным морем. Производилась отработка бомбовых ударов в случае широкомасштабной войны в Европе.